# Kongolo
Kongolo of Congolo is een plaats in het noorden van Katanga (Congo-Kinshasa) aan de oevers van de rivier Lualaba. Na Kongolo gaat de Lualaba door een smalle kloof, de zogeheten Hellepoorten, waardoor deze onbevaarbaar wordt. Stroomopwaarts vormt de Lualaba voor ongeveer 640 kilometer een bevaarbare waterweg doorheen een groot deel van Katanga.
Kongolo heeft een spoorwegstation op de spoorweg vanuit Kindu. Via deze spoorweg konden twee onbevaarbare delen van de Lualaba (Kongolo-Kasongo en Kibombo-Kindu) gepasseerd worden.

## Brug
Bij Kongolo ligt een belangrijke brug over de Lualaba. Stroomafwaarts is er geen brug meer over de Kongo of een van haar grote zijrivieren, met uitzondering van de brug bij Matadi, meer dan 2000 kilometer stroomafwaarts. Stroomopwaarts is er bij Kabalo nog een brug over de Lualaba. De Kongolobrug is een cantileverbrug voor spoor- en wegverkeer. De brug werd door de Belgische koloniale overheid gebouwd in 1939 en werd herbouwd in 1968 onder Mobutu. De brug is 440 meter lang; de grootste overspanning meet 70 meter.

## Geschiedenis
Paters van de Congregatie van de Heilige Geest arriveerden in Kongolo op 7 juni 1909. In 1910 werd de spoorweg van Kindu naar Kongolo, waarvan de aanleg startte in 1906, geopend. In 1939 werd de spoorweg verlengd tot Kabalo en in 1956 werd de spoorweg aangesloten op het spoorwegennet van Haut-Katanga waardoor Lubumbashi bereikbaar werd via spoor vanuit Kindu.
Sinds 1959 is Kongolo de hoofdplaats van het bisdom Kongolo.

### Moordpartij van Kongolo
Op nieuwjaarsdag 1962 werden 20 katholieke missionarissen vermoord door troepen van het Congolese leger van Antoine Gizenga. Onder hen twee missionarissen uit de Corneliusparochie van Lindelhoeven in Overpelt: Michel Vanduffel (°1921) en Theo Schildermans (°1933). Onder de slachtoffers was ook pater Désiré Pellens (°1920) uit Neerpelt en de gebroeders Crauwels uit Walem.